# Igreja de Santa Maria a Virgem (Shelton)

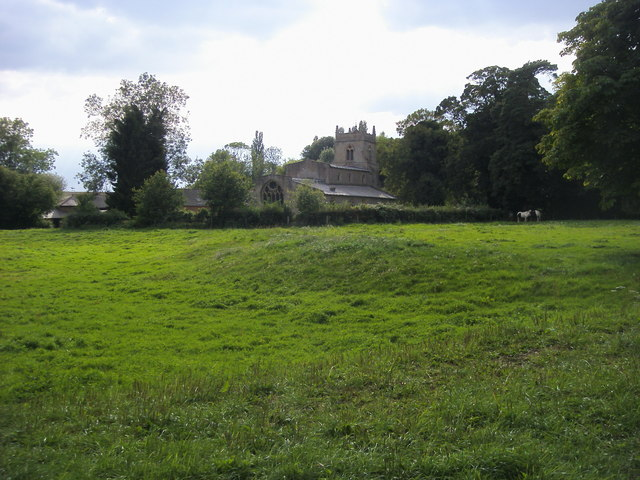
Igreja de Santa Maria, Shelton

A Igreja de Santa Maria a Virgem, é uma igreja listada como Grau I em Shelton, Bedfordshire, na Inglaterra.